# Raymondioides leleupi
Raymondioides leleupi är en tvåvingeart som beskrevs av Jobling 1954. Raymondioides leleupi ingår i släktet Raymondioides och familjen lusflugor.
Artens utbredningsområde är Kongo. Inga underarter finns listade i Catalogue of Life.